# Andreas Boeckh
Andreas Boeckh (* 17. April 1944 in Tübingen) ist ein deutscher Politikwissenschaftler.

## Leben
Von 1965 bis 1972 studierte er politische Wissenschaft, Soziologie, Geschichte in Tübingen, Göttingen und Gainesville. Nach der Promotion 1972 (PhD) an der University of Florida war er von 1973 bis 1975 Habilitationsstipendiat der DFG. Er war Professor an der Gesamthochschule Essen (1975–1989) und an der Universität Tübingen (1989–2008).

## Schriften (Auswahl)
- Interne Konsequenzen externer Abhängigkeit. Eine vergleichende empirische Analyse der Dependenz am Beispiel der Industriearbeiterschaft Venezuelas, Kolumbiens und Perus. Königstein im Taunus 1979, ISBN 3-445-01507-4.
- als Herausgeber: Internationale Beziehungen. Theorien, Organisationen, Konflikte (= Pipers Wörterbuch zur Politik, Bd. 5). München 1984, ISBN 3-492-02645-1.
- als Herausgeber: Internationale Beziehungen (= Lexikon der Politik, Bd. 6). München 1994, ISBN 3-406-36910-3.
- als Herausgeber mit Peter Pawelka: Staat, Markt und Rente in der internationalen Politik. Opladen 1997, ISBN 3-531-12930-9.
- als Herausgeber mit Rafael Sevilla: Bestandsaufnahme und Perspektiven der deutsch-brasilianischen Beziehungen. Vorort: Institut für Wissenschaftliche Zusammenarbeit Tübingen, Abteilung Lateinamerika und Karibik (Konstanz: 21. – 23. Juni 1996). Frankfurt am Main 1997, ISBN 3-925203-52-4.
- als Herausgeber mit Rafael Sevilla: Kultur und Entwicklung. Vier Weltregionen im Vergleich. Baden-Baden 2007, ISBN 3-8329-2280-6.
- als Herausgeber mit Friedrich Welsch und Nikolaus Werz: Venezuela heute. Politik, Wirtschaft, Kultur. Frankfurt/M. 2011, ISBN 978-3-86527-489-2.

Festschrift
- Patricia Graf (Hrsg.): Lateinamerika. Politik, Wirtschaft und Gesellschaft. Festschrift für Andreas Boeckh (= Weltregionen im Wandel, Bd. 3). Nomos, Baden-Baden 2008, ISBN 978-3-8329-3432-3.